# City of Rott
City of Rott ist ein Zeichentrickfilm aus dem Jahr 2006. Der Film verwendet ein ähnlichen Stil wie South Park. Eine Fortsetzung mit dem Titel „City of Rott 2“ wurde im Oktober 2014 veröffentlicht.

## Inhalt
Die Geschichte beginnt, nachdem die Wasserversorgung der Erde von einem seltsamen Parasiten infiziert wurde. Sobald die Parasiten geschlüpft sind, fressen sie Menschenfleisch und verwandeln ihre Wirte in hirnlose Zombies. Der Film dreht sich um Fred, ein Rentner, der sein Rollator als Waffe benutzt. Fred scheint den Verstand zu verlieren, weil er glaubt, dass sein Rollator zu ihm spricht, während er auf der Suche nach einem neuen Paar Schuhe durch eine verseuchte Stadt reist. Freds Ziel ist es, aus dem verseuchten Stadt zu fliehen.

## Produktion und Veröffentlichung
Sudol hatte zuvor als Animator an South Park: Der Film – größer, länger, ungeschnitten gearbeitet.  Bei City of Rott übernahm er die Tätigkeiten selbst, einschließlich die Synchro, Animation, Musik, Drehbuch und Regie. Der Film war ursprünglich als Kurzfilm geplant. Der Film wurde am 8. August 2006 von Unearthed Films auf DVD veröffentlicht.

## Rezeption
Steve Barton von Dread Central bewertete es mit 5/5 Sternen. Weinberg von DVD Talk bewertete es mit 3,5/5 Sternen und schrieb, dass es ein "lustiges Konzept, clevere Ausführung, einzigartige Animation und jede Menge Blut habe."